# Casa Ferraz

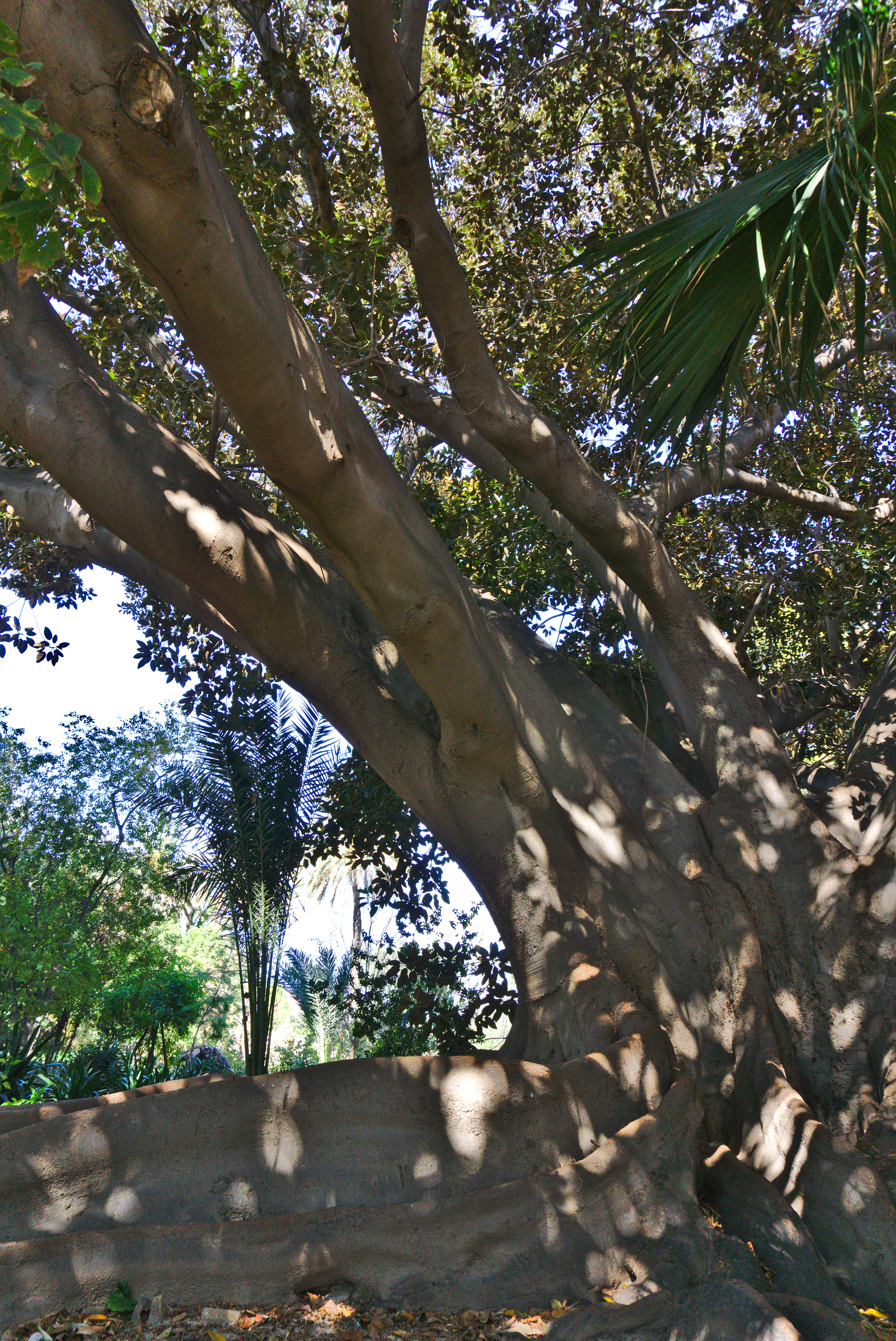
Jardí de la Finca Casa Ferraz.

La casa Ferraz, també anomenada casa pairal Ferraz, situada a la Plaça Sant Roc, 4 de Mutxamel (l'Alacantí, País Valencià) és un edifici residencial construït al segle xvi.
Dins del nucli urbà i amb façana recaient a la plaça de Sant Roc, es troba aquesta casa pairal que va ser propietat de la família Ferraz, senyors de la vila i marquesos d'Amposta. Es tracta d'una casa nobiliària envoltada de jardí.
Consta de planta baixa i dos pisos. La casa es distribueix segons la tipologia de les cases de l'horta alacantina, un gran vestíbul de diverses crugies separades per arcs sostinguts en pilastres adossades, amb un sostre de revoltons entre bigues de fusta vistes.
L'escala de comunicació entre les diferents plantes és de tres trams. A l'exterior, el seu aspecte ha canviat bastant a causa de les diferents ampliacions que va sofrir al llarg del segle xx, les quals van donar a la casa un caràcter de vila d'esbargiment amb un exterior vistós. Destaquen els jardins, coneguts com els de Santa Elena, i la porta d'entrada amb l'escut nobiliari en la part superior.
Destaca del conjunt la torre del mateix nom, la finalitat de la qual era defensar la població dels atacs de pirates i barbarescos. A més, va ser declarat bé d'interés cultural el 8 de gener de 1979.